# 히가시오구니촌
히가시오구니촌(東小国村)은 야마가타현 모가미군에 있던 촌이다.

## 역사
- 1889년 4월 1일 - 정촌제 시행에 의해 히가시오구니촌이 성립하였다.
- 1946년 11월 1일 - 일부를 분립하여, 니시오구니촌에 편입되었다.
- 1953년 8월 1일 - 니시오구니촌에 편입되었다.
- 1954년 9월 1일 - 모가미군 니시오구니촌과 합병, 정으로 승격해 모가미정이 되어 소멸하였다.

## 참고문헌
- 『市町村名変遷辞典』東京堂出版、1990年。